# Glanskevers
De glanskevers (Nitidulidae) zijn een familie van kevers die behoren tot de Polyphaga. 

## Onderfamilies en geslachten
- Onderfamilie Calonecrinae Kirejtshuk, 1982
- Onderfamilie Carpophilinae Erichson, 1842
  - Carpophilus Stephens, 1830
  - Epuraea Erichson, 1843
- Onderfamilie Cillaeinae Kirejtshuk & Audisio, 1986
  - Cillaeopeplus Sharp, 1908
  - Caledomus Kirejtshuk & Kovalev, 2017
    - Caledomus extraordinarius Kirejtshuk & Kovalev, 2017
- Onderfamilie Cryptarchinae Thomson, 1859
  - Cryptarcha Shuckard, 1839
  - Glischrochilus Reitter, 1873
  - Pityophagus Shuckard, 1839
- Onderfamilie Cybocephalinae Jacquelin du Val, 1858
  - Cybocephalus Erichson, 1844
- Onderfamilie Meligethinae Thomson, 1859
  - Meligethes Stephens, 1830
  - Pria Stephens, 1830
- Onderfamilie Nitidulinae Latreille, 1802
  - Amphotis Erichson, 1843
  - Cychramus Kugelann, 1794
  - Cyllodes Erichson, 1843
  - Ipidia Erichson, 1843
  - Nitidula Fabricius, 1775
  - Omosita Erichson, 1843
  - Physoronia Reitter, 1884
  - Pocadius Erichson, 1843
  - Soronia Erichson, 1843
  - Thalycra Erichson, 1843
  - Tumida
- incertae sedis
  - Apetinus
  - Conotelus
  - Cyrtostolus
  - Eunitidula
  - Eupetinus
  - Gonioryctus
  - Goniothorax
  - Haptoncus
  - Kateretes
  - Nesapterus
  - Nesopetinus
  - Notopeplus
  - Orthostolus
  - Stelidota
  - Urophorus

## In Nederland waargenomen soorten
- Genus: Aethina
  - Aethina tumida - (Kleine bijenkastkever)
- Genus: Amphotis
  - Amphotis marginata - (Breedgerande glanskever)
- Genus: Carpophilus
  - Carpophilus dimidiatus
  - Carpophilus hemipterus
  - Carpophilus ligneus
  - Carpophilus marginellus
  - Carpophilus mutilatus
  - Carpophilus obsoletus
  - Carpophilus sexpustulatus
- Genus: Conotelus
  - Conotelus mexicanus
- Genus: Cryptarcha
  - Cryptarcha strigata
  - Cryptarcha undata
- Genus: Cybocephalus
  - Cybocephalus fodori
- Genus: Cychramus
  - Cychramus luteus - (Grote gele glanskever)
  - Cychramus variegatus
- Genus: Epuraea
  - Epuraea aestiva - (Platte staartschorskever)
  - Epuraea angustula
  - Epuraea biguttata
  - Epuraea distincta
  - Epuraea fuscicollis
  - Epuraea guttata
  - Epuraea imperialis
  - Epuraea limbata
  - Epuraea longula
  - Epuraea marseuli
  - Epuraea melanocephala
  - Epuraea melina
  - Epuraea neglecta
  - Epuraea oblonga
  - Epuraea ocularis
  - Epuraea pallescens
  - Epuraea pygmaea
  - Epuraea rufomarginata
  - Epuraea silacea
  - Epuraea terminalis
  - Epuraea thoracica
  - Epuraea variegata
- Genus: Glischrochilus
  - Glischrochilus hortensis
  - Glischrochilus quadriguttatus
  - Glischrochilus quadripunctatus - (Schorsglanskever)
  - Glischrochilus quadrisignatus
- Genus: Meligethes
  - Meligethes aeneus - (Koolzaadglanskevertje)
  - Meligethes assimilis
  - Meligethes atramentarius
  - Meligethes atratus
  - Meligethes bidens
  - Meligethes brachialis
  - Meligethes brunnicornis
  - Meligethes carinulatus
  - Meligethes coeruleovirens
  - Meligethes coracinus
  - Meligethes corvinus
  - Meligethes czwalinai
  - Meligethes denticulatus
  - Meligethes difficilis
  - Meligethes egenus
  - Meligethes exilis
  - Meligethes flavimanus
  - Meligethes fulvipes
  - Meligethes gagathinus
  - Meligethes haemorrhoidalis
  - Meligethes incanus
  - Meligethes kunzei
  - Meligethes lugubris
  - Meligethes maurus
  - Meligethes morosus
  - Meligethes nanus
  - Meligethes nigrescens
  - Meligethes obscurus
  - Meligethes ochropus
  - Meligethes ovatus
  - Meligethes pedicularius
  - Meligethes planiusculus
  - Meligethes rotundicollis
  - Meligethes ruficornis
  - Meligethes serripes
  - Meligethes solidus
  - Meligethes subrugosus
  - Meligethes sulcatus
  - Meligethes symphyti - (Smeerwortelglanskever)
  - Meligethes tenebrosus
  - Meligethes tristis
  - Meligethes umbrosus
  - Meligethes villosus
  - Meligethes viridescens
- Genus: Nitidula
  - Nitidula bipunctata
  - Nitidula carnaria - (Aasglanskever)
  - Nitidula rufipes
- Genus: Omosita
  - Omosita colon
  - Omosita depressa
  - Omosita discoidea - (Kadaverglanskever)
- Genus: Pityophagus
  - Pityophagus ferrugineus - (Roestgele schorskeverjager)
- Genus: Pocadius
  - Pocadius adustus
  - Pocadius ferrugineus - (Roestgele paddestoelkever)
- Genus: Pria
  - Pria dulcamarae - (Bitterzoetglanskever)
- Genus: Soronia
  - Soronia grisea
  - Soronia punctatissima
- Genus: Thalycra
  - Thalycra fervida